# كورون (مترو باريس)
كورون (بالفرنسية: Couronnes)‏ هي محطة مترو تابعة لمترو باريس تقع في فرنسا في الدائرة الحادية عشرة في باريس.[بحاجة لمصدر]